# カラアーチ駅

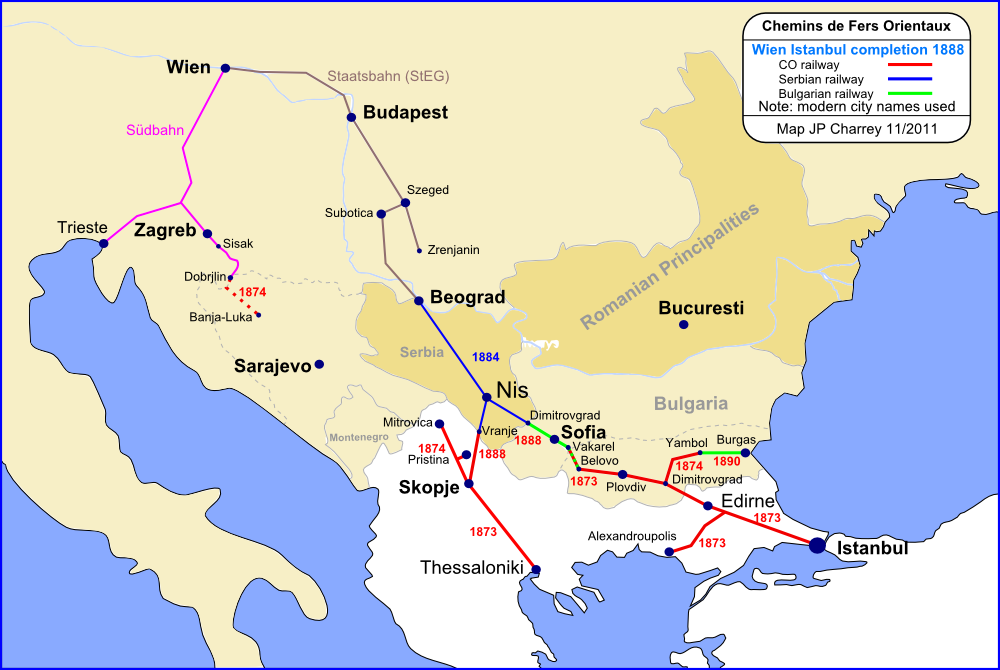
オリエント鉄道路線図

カラアーチ駅（トルコ語: Karaağaç Garı、英語: Karaağaç Railway Station）とは、トルコのエディルネ郊外カラアーチ地区にある廃駅。開設当時はエディルネ駅と呼ばれていた。駅の開業は1873年、廃止は1971年である。
現在、かつて駅舎であった建物はトラキア大学（Trakya Üniversitesi）の施設の一部として利用されている。

## 歴史
1868年、オリエント鉄道（Chemins de fer Orientaux）がオーストリアのウィーンからエディルネを経由してトルコに至る鉄道の敷設権を取得した。1871年にエディルネまで達した鉄道工事において、メリチ川に橋梁を架けるのを避けるため、エディルネ中心部から離れたカラアーチ地区に駅を造ることになった。
20世紀初頭のトルコ革命に伴う解放戦争の結果、トルコ共和国と西欧諸国の間に結ばれたローザンヌ条約で、トルコとギリシャを隔てる国境線がメリチ川に設定された。その時に川の南にあるカラアーチ地区だけがギリシャ領に飛び出した形でトルコ側に残された。カラアーチ駅前後の軌道はギリシャ国鉄（OSE）に移管され、トルコから欧州へ向かう鉄道はカラアーチの前後でギリシャ領を通過することになった。1971年にトルコ国鉄（TCDD）がギリシャを通らずにトルコとブルガリアを直結する新線（Pehlivanköy〜ブルガリア国境）を建設したことにより、この問題は解消されると共に、新線に新エディルネ駅（現在のエディルネ駅）が開設されて旧エディルネ駅（カラアーチ駅）は廃止された。同時に、ギリシャ国鉄もカラアーチ駅を経由しない短絡路線（Marasia 〜 Nea Vyssa）を建設した。

## 交通機関
現在、鉄道・路線バスは運行されていない。最寄駅のエディルネ駅（約6.5km東）、エディルネ旧市街（約4.5km北東）又はカラアーチ＝カスタニス国境（約3㎞西）からタクシー。